# Episodi di Pets (seconda stagione)
La seconda stagione della serie televisiva Pets, composta da 13 episodi, è stata trasmessa nel Regno Unito, da Channel 4, dal 17 agosto al 21 dicembre 2001.
In Italia la stagione è stata trasmessa dal 2003 su MTV.
| nº | Titolo originale       | Titolo italiano        | Prima TV UK      | Prima TV Italia |
| -- | ---------------------- | ---------------------- | ---------------- | --------------- |
| 1  | Drugs                  | Drugs                  | 17 agosto 2001   |                 |
| 2  | Robot Wars             | Robot Wars             | 17 agosto 2001   |                 |
| 3  | Presumed Very Guilty   | Presumed Very Guilty   | 23 agosto 2001   |                 |
| 4  | Talent                 | Talent                 | 23 agosto 2001   |                 |
| 5  | Star Gate              | Star Gate              | 24 agosto 2001   |                 |
| 6  | Manumission Impossible | Manumission Impossible | 2 novembre 2001  |                 |
| 7  | Possessed              | Possessed              | 9 novembre 2001  |                 |
| 8  | Reincarnation          | Reincarnation          | 16 novembre 2001 |                 |
| 9  | World War II In Colour | World War II In Colour | 23 novembre 2001 |                 |
| 10 | Curse of the Mummy     | Curse of the Mummy     | 30 novembre 2001 |                 |
| 11 | Mexican                | Mexican                | 7 dicembre 2001  |                 |
| 12 | Satan                  | Satan                  | 14 dicembre 2001 |                 |
| 13 | Business               | Business               | 21 dicembre 2001 |                 |